# Élections municipales islandaises de 2018
Les élections municipales islandaises de 2018 ont eu lieu le 26 mai 2018.

## Résultats dans les grandes villes

### Résultats àReykjavik
| Partis                            | Partis                               | Voix   | %     | +/−  | Sièges | +/−           |
| --------------------------------- | ------------------------------------ | ------ | ----- | ---- | ------ | ------------- |
|                                   | Parti de l'indépendance (D)          | 18 146 | 30,77 | 5,09 | 8      | 4             |
|                                   | L'Alliance (S)                       | 15 260 | 25,88 | 6,01 | 7      | 2             |
|                                   | Parti de la réforme (C)              | 4 812  | 8,16  | Nv.  | 2      | Nv.           |
|                                   | Parti pirate (P)                     | 4 556  | 7,73  | 1,80 | 2      | 1             |
|                                   | Parti socialiste islandais (J)       | 3 758  | 6,47  | Nv.  | 1      | Nv.           |
|                                   | Parti du centre (M)                  | 3 615  | 6,13  | Nv.  | 1      | Nv.           |
|                                   | Mouvement des verts et de gauche (V) | 2 700  | 4,58  | 3,75 | 1      | en stagnation |
|                                   | Parti du peuple (F)                  | 2 509  | 4,25  | Nv.  | 1      | Nv.           |
|                                   | Parti du progrès (B)                 | 1 870  | 3,17  | 7,5  | 0      | 2             |
|                                   | Mouvement des femmes (K)             | 528    | 0,90  | Nv.  | 0      | Nv.           |
|                                   | Liste de la capitale (H)             | 365    | 0,62  | Nv.  | 0      | Nv.           |
|                                   | Notre ville de Reykjavík (O)         | 228    | 0,39  | Nv.  | 0      | Nv.           |
|                                   | Liste des hommes (Y)                 | 203    | 0,34  | Nv.  | 0      | Nv.           |
|                                   | Front populaire islandais (R)        | 149    | 0,25  | 0,15 | 0      | en stagnation |
|                                   | Parti de la liberté (Þ)              | 147    | 0,25  | Nv.  | 0      | Nv.           |
|                                   | Front national islandais (E)         | 125    | 0,21  | Nv.  | 0      | Nv.           |
|                                   |                                      |        |       |      |        |               |
| Votes valides                     | Votes valides                        | 58 971 | 97,60 |      |        |               |
| Votes blancs                      | Votes blancs                         | 1 268  | 2,10  |      |        |               |
| Votes nuls                        | Votes nuls                           | 183    | 0,30  |      |        |               |
| Total                             | Total                                | 60 422 | 100   | -    | 23     | 8             |
| Abstentions                       | Abstentions                          | 29 713 | 32,96 |      |        |               |
| Nombre d'inscrits / participation | Nombre d'inscrits / participation    | 90 135 | 67,04 |      |        |               |

### Résultats àKópavogur
| Partis                            | Partis                                 | Voix   | %     | +/−  | Sièges | +/−           |
| --------------------------------- | -------------------------------------- | ------ | ----- | ---- | ------ | ------------- |
|                                   | Parti de l'indépendance (D)            | 5 722  | 36,12 | 3,22 | 5      | en stagnation |
|                                   | Alliance (S)                           | 2 575  | 16,25 | 0,17 | 2      | en stagnation |
|                                   | Avenir radieux/Parti de la réforme (C) | 2 144  | 13,53 | Nv.  | 2      | Nv.           |
|                                   | Parti du progrès (B)                   | 1 295  | 8,17  | 3,59 | 1      | en stagnation |
|                                   | Parti pirate (P)                       | 1 080  | 6,82  | 2,78 | 1      | 1             |
|                                   | Parti du centre (M)                    | 933    | 5,89  | Nv.  | 0      | Nv.           |
|                                   | Mouvement des verts et de gauche (V)   | 910    | 5,74  | 3,82 | 0      | 1             |
|                                   | Notre Kópavogur (K)                    | 676    | 4,27  | Nv.  | 0      | Nv.           |
|                                   | Parti socialiste islandais (J)         | 507    | 3,20  | Nv.  | 0      | Nv.           |
|                                   |                                        |        |       |      |        |               |
| Votes valides                     | Votes valides                          | 15 842 | 96,85 |      |        |               |
| Votes blancs                      | Votes blancs                           | 443    | 2,71  |      |        |               |
| Votes nuls                        | Votes nuls                             | 72     | 0,44  |      |        |               |
| Total                             | Total                                  | 16 357 | 100   | -    | 11     | en stagnation |
| Abstentions                       | Abstentions                            | 9 433  | 36,58 |      |        |               |
| Nombre d'inscrits / participation | Nombre d'inscrits / participation      | 25 790 | 63,42 |      |        |               |

### Résultats àHafnarfjörður
| Partis                            | Partis                               | Voix   | %     | +/−  | Sièges | +/−           |
| --------------------------------- | ------------------------------------ | ------ | ----- | ---- | ------ | ------------- |
|                                   | Parti de l'indépendance (D)          | 3 900  | 33,71 | 1,95 | 5      | en stagnation |
|                                   | Alliance (S)                         | 2 331  | 20,15 | 0,09 | 2      | 1             |
|                                   | Parti de la réforme (C)              | 1 098  | 9,49  | Nv.  | 1      | Nv.           |
|                                   | Parti du progrès (B)                 | 926    | 8,00  | 1,33 | 1      | 1             |
|                                   | Liste de la ville (L)                | 906    | 7,83  | Nv.  | 1      | Nv.           |
|                                   | Parti du centre (M)                  | 878    | 7,59  | Nv.  | 1      | Nv.           |
|                                   | Mouvement des verts et de gauche (V) | 776    | 6,71  | 4,98 | 0      | 1             |
|                                   | Parti pirate (P)                     | 754    | 6,52  | 0,18 | 0      | en stagnation |
|                                   |                                      |        |       |      |        |               |
| Votes valides                     | Votes valides                        | 11 569 | 95,94 |      |        |               |
| Votes blancs                      | Votes blancs                         | 444    | 3,68  |      |        |               |
| Votes nuls                        | Votes nuls                           | 45     | 0,37  |      |        |               |
| Total                             | Total                                | 12 058 | 100   | -    | 11     | en stagnation |
| Abstentions                       | Abstentions                          | 8 728  | 41,99 |      |        |               |
| Nombre d'inscrits / participation | Nombre d'inscrits / participation    | 20 786 | 58,01 |      |        |               |

### Résultats àAkureyri
| Partis                            | Partis                               | Voix   | %     | +/−  | Sièges | +/−           |
| --------------------------------- | ------------------------------------ | ------ | ----- | ---- | ------ | ------------- |
|                                   | Parti de l'indépendance (D)          | 1 998  | 22,89 | 2,88 | 3      | en stagnation |
|                                   | Liste L (L)                          | 1 828  | 20,95 | 0,14 | 2      | en stagnation |
|                                   | Parti du progrès (B)                 | 1 530  | 17,53 | 3,32 | 2      | en stagnation |
|                                   | L'Alliance (S)                       | 1 467  | 16,81 | 0,76 | 2      | en stagnation |
|                                   | Mouvement des verts et de gauche (V) | 820    | 9,40  | 1,11 | 1      | en stagnation |
|                                   | Parti du centre (M)                  | 707    | 8,10  | Nv.  | 1      | Nv.           |
|                                   | Parti pirate (P)                     | 377    | 4,32  | Nv.  | 0      | Nv.           |
|                                   |                                      |        |       |      |        |               |
| Votes valides                     | Votes valides                        | 8 727  | 96,08 |      |        |               |
| Votes blancs                      | Votes blancs                         | 319    | 3,51  |      |        |               |
| Votes nuls                        | Votes nuls                           | 37     | 0,41  |      |        |               |
| Total                             | Total                                | 9 083  | 100   | -    | 11     | en stagnation |
| Abstentions                       | Abstentions                          | 4 625  | 33,74 |      |        |               |
| Nombre d'inscrits / participation | Nombre d'inscrits / participation    | 13 708 | 66,26 |      |        |               |

### Résultats àReykjanesbær
| Partis                            | Partis                               | Voix   | %     | +/−   | Sièges | +/−           |
| --------------------------------- | ------------------------------------ | ------ | ----- | ----- | ------ | ------------- |
|                                   | Parti de l'indépendance (D)          | 1 456  | 22,95 | 13,57 | 3      | 1             |
|                                   | L'Alliance (S)                       | 1 302  | 20,52 | 0,29  | 3      | 1             |
|                                   | Parti du progrès (B)                 | 883    | 13,92 | 5,87  | 2      | 1             |
|                                   | Route directe (Y)                    | 856    | 13,49 | 3,38  | 1      | 1             |
|                                   | Parti du centre (M)                  | 822    | 12,96 | Nv.   | 1      | Nv.           |
|                                   | Puissance libre (Á)                  | 524    | 8,26  | 7,02  | 1      | 1             |
|                                   | Parti pirate (P)                     | 380    | 5,99  | 3,51  | 0      | en stagnation |
|                                   | Mouvement des verts et de gauche (V) | 122    | 1,92  | Nv.   | 0      | Nv.           |
|                                   |                                      |        |       |       |        |               |
| Votes valides                     | Votes valides                        | 6 345  | 97,70 |       |        |               |
| Votes blancs                      | Votes blancs                         | 127    | 1,96  |       |        |               |
| Votes nuls                        | Votes nuls                           | 22     | 0,34  |       |        |               |
| Total                             | Total                                | 6 494  | 100   | -     | 11     | en stagnation |
| Abstentions                       | Abstentions                          | 4 906  | 43,04 |       |        |               |
| Nombre d'inscrits / participation | Nombre d'inscrits / participation    | 11 400 | 56,96 |       |        |               |

### Résultats àGarðabær
| Partis                            | Partis                            | Voix   | %     | +/−  | Sièges | +/−           |
| --------------------------------- | --------------------------------- | ------ | ----- | ---- | ------ | ------------- |
|                                   | Parti de l'indépendance (D)       | 4 700  | 62,01 | 3,19 | 8      | 1             |
|                                   | Liste de Garðabær (G)             | 2 132  | 28,13 | Nv.  | 3      | Nv.           |
|                                   | Parti du centre (M)               | 515    | 6,79  | Nv.  | 0      | Nv.           |
|                                   | Parti du progrès (B)              | 233    | 3,07  | 3,54 | 0      | en stagnation |
|                                   |                                   |        |       |      |        |               |
| Votes valides                     | Votes valides                     | 7 580  | 97,58 |      |        |               |
| Votes blancs                      | Votes blancs                      | 164    | 2,11  |      |        |               |
| Votes nuls                        | Votes nuls                        | 24     | 0,31  |      |        |               |
| Total                             | Total                             | 7 768  | 100   | -    | 11     | en stagnation |
| Abstentions                       | Abstentions                       | 3 830  | 33,02 |      |        |               |
| Nombre d'inscrits / participation | Nombre d'inscrits / participation | 11 598 | 66,98 |      |        |               |

### Résultats àMosfellsbær
| Partis                            | Partis                               | Voix  | %     | +/−  | Sièges | +/−           |
| --------------------------------- | ------------------------------------ | ----- | ----- | ---- | ------ | ------------- |
|                                   | Parti de l'indépendance (D)          | 1 841 | 39,20 | 9,55 | 4      | 1             |
|                                   | Renaissance (C)                      | 528   | 11,24 | Nv.  | 1      | Nv.           |
|                                   | Amis de Mosfellsbær (L)              | 499   | 10,63 | Nv.  | 1      | Nv.           |
|                                   | Mouvement des verts et de gauche (V) | 452   | 9,63  | 2,24 | 1      | en stagnation |
|                                   | L'Alliance (S)                       | 448   | 9,54  | 7,66 | 1      | 1             |
|                                   | Parti du centre (M)                  | 421   | 8,97  | Nv.  | 1      | Nv.           |
|                                   | Mouvement résidentiel et Pirates (Í) | 369   | 7,86  | Nv.  | 0      | Nv.           |
|                                   | Parti du progrès (B)                 | 138   | 2,94  | 4,28 | 0      | en stagnation |
|                                   |                                      |       |       |      |        |               |
| Votes valides                     | Votes valides                        | 4 696 | 97,26 |      |        |               |
| Votes blancs                      | Votes blancs                         | 121   | 2,51  |      |        |               |
| Votes nuls                        | Votes nuls                           | 11    | 0,23  |      |        |               |
| Total                             | Total                                | 4 828 | 100   | -    | 9      | en stagnation |
| Abstentions                       | Abstentions                          | 2 639 | 35,34 |      |        |               |
| Nombre d'inscrits / participation | Nombre d'inscrits / participation    | 7 467 | 64,66 |      |        |               |